# Ачипсе (река)
Ачипсе́ (Ачипсо, адыг. Ачъэпсы) — река в городе Сочи Краснодарского края России. Протекает в основном по территории Сочинского национального парка.
Согласно картам ГосГИСцентра и данным государственного водного реестра Ачипсе — правый приток реки Лаура, которая в свою очередь является правым притоком Мзымты. Однако в более ранних источниках Ачипсе упоминается как приток Мзымты, а Лаура — приток Ачипсе.
Название реки имеет два толкования. Согласно первому, оно означает «козья вода» (адыг. ачъэ — «козёл» и адыг. псы — «вода». Согласно второй версии, река получила название от племени Ахчипсоу, проживавшего по её берегам. Также возможно происхождение от названия родовой фамилии «Ачбаа».

## Описание
Ачипсе берёт начало на северных склонах хребта Ачишхо, спускаясь ниже она огибает хребет с севера, затем — с востока. Реку питают многочисленные горные ручьи. Рельеф русла — горный, особенно в верховьях, где многочисленны водопады. В верховьях реки на склонах горы Ачишхо имеется одноимённый каскадный водопад.
В среднем течении реки ранее располагался рабочий посёлок Сланцевый Рудник. Между точкой слияния Ачипсе и Лауры и впадением Лауры (Ачипсе) в Мзымту расположены:
- при впадении в Мзымту — развалины средневековой крепости, в настоящее время именуемой по реке «Крепость Ачипсе».
- чуть выше устья в пойме реки располагается Горно-туристический центр ОАО «Газпром».